# Beaufortia polylepis
Beaufortia polylepis är en fiskart som beskrevs av Chen 1982. Beaufortia polylepis ingår i släktet Beaufortia och familjen grönlingsfiskar. IUCN kategoriserar arten globalt som livskraftig. Inga underarter finns listade.